# Antenne graphène
Une antenne graphène est une antenne haute fréquence basée sur le graphène, un cristal de carbone bidimensionnel d'un atome d'épaisseur, conçue pour améliorer les communications radio,,,. La structure unique du graphène permettrait ces améliorations. En fin de compte, le choix du graphène comme base de cette nano-antenne est dû au comportement des électrons.

## Antenne
Il serait impossible de réduire simplement les antennes métalliques traditionnelles à des tailles nanométriques, car elles auraient besoin de fréquences extrêmement élevées pour fonctionner,,. Par conséquent, il faudrait beaucoup d'énergie pour les faire fonctionner. En outre, les électrons de ces métaux traditionnels ne sont pas très mobiles à des tailles nanométriques et les ondes électromagnétiques nécessaires ne se formeraient pas. Toutefois, ces limitations ne seraient pas un problème avec les capacités uniques du graphène. Un flocon de graphène a le potentiel de contenir une série d'électrodes métalliques. Par conséquent, il serait possible de développer une antenne à partir de ce matériau,.

### Comportement des électrons
Le graphène possède une structure unique, dans laquelle les électrons peuvent se déplacer avec une résistance minimale. Cela permet à l'électricité de se déplacer à une vitesse beaucoup plus rapide que dans le métal, qui est utilisé pour les antennes actuelles. En outre, lorsque les électrons oscillent, ils créent une onde électromagnétique au sommet de la couche de graphène, appelée onde de plasmon polariton de surface. Cela permettrait à l'antenne de fonctionner dans la partie inférieure de la bande de fréquences térahertz, ce qui serait plus efficace que les antennes actuelles à base de cuivre. À terme, les chercheurs pensent que le graphène sera en mesure de dépasser les limites des antennes actuelles,.

### Propriétés
Il a été estimé que des vitesses allant jusqu'à des térabits par seconde peuvent être atteintes en utilisant un tel dispositif. Les antennes traditionnelles nécessiteraient des fréquences très élevées pour fonctionner à l'échelle nanométrique, ce qui en fait une option irréalisable. Toutefois, la lenteur unique du mouvement des électrons dans le graphène lui permettrait de fonctionner à des fréquences plus basses, ce qui en ferait une option réalisable pour une antenne de taille nanométrique,,.

## Projets

### Laboratoire national d'Oak Ridge
Des chercheurs du Oak Ridge National Laboratory (ORNL) ont découvert un moyen unique de créer une antenne atomique. Deux feuilles de graphène peuvent être reliées par un fil de silicium d'un diamètre d'environ 0,1 nanomètre. Ce fil est environ 100 fois plus petit que les fils métalliques actuels, qui ne peuvent être réduits qu'à 50 nanomètres. Ce fil de silicium est toutefois un dispositif plasmotique, qui permet la formation d'ondes de plasmon polariton de surface nécessaires au fonctionnement de cette nano-antenne.

### Samsung
Samsung a financé à hauteur de 120 000 dollars la recherche sur l'antenne en graphène d'une équipe de chercheurs du Georgia Institute of Technology et de l'Université polytechnique de Catalogne. Leurs recherches ont montré que le graphène est un matériau réalisable pour la fabrication de nano-antennes. Ils ont simulé le comportement des électrons et ont confirmé que des ondes de polariton plasmoniques de surface devraient se former. Cette onde est essentielle pour que l'antenne en graphène puisse fonctionner dans la partie basse de la gamme des térahertz, ce qui la rend plus efficace que les antennes traditionnelles. Les chercheurs s'efforcent actuellement de mettre en œuvre leurs travaux et de trouver un moyen de propager les ondes électromagnétiques nécessaires au fonctionnement de l'antenne. Leurs résultats ont été publiés dans le IEEE Journal on Selected Areas in Communications,.

### Université de Manchester
Une collaboration entre l'université de Manchester et un partenaire industriel a permis de mettre au point une nouvelle méthode de fabrication d'antennes en graphène pour la radio-identification. Les antennes sont en papier, flexibles et respectueuses de l'environnement. Leurs résultats ont été publiés dans Applied Physics Letters et sont commercialisés par Graphene Security.